# Sae-Inseln
Die Sae-Inseln (englisch: Sae Islands, ehemals auch Commersoninseln genannt) sind die nördlichste Inselgruppe im Gebiet der Westlichen Inseln des Bismarck-Archipels im Pazifischen Ozean. Sie liegen etwa 80 km nördlich der Hermit-Inseln.

## Geographie
Die Gruppe besteht aus zwei kleinen Inseln, die von einem gemeinsamen Korallenriff umschlossenen sind. Die größere, dicht bewachsene Insel Sae liegt im Südosten der Gruppe, eine andere, deutlich kleinere und nahezu vegetationslose Insel im Norden.
Die erste Sichtung der Inseln durch einen Europäer erfolgte durch den spanischen Seefahrer Íñigo Ortiz de Retes am 21. August 1545 von Bord der Karacke San Juan auf der Überfahrt von Tidore nach Neuspanien.

## Politik
Administrativ gehört die unbewohnte Gruppe zur Provinz Manus in Papua-Neuguinea, und darin zur Nigoherm Rural LLG (Local Level Government) Area.
Die Sae-Inseln werden mit den etwa 30 km südöstlich gelegenen Kaniet-Inseln häufig als Inselgebiet der Kaniet (Sae)-Inseln zusammengefasst, obwohl es sich um zwei geographisch getrennte Inselgruppen handelt.